# Trasa Kórnicka

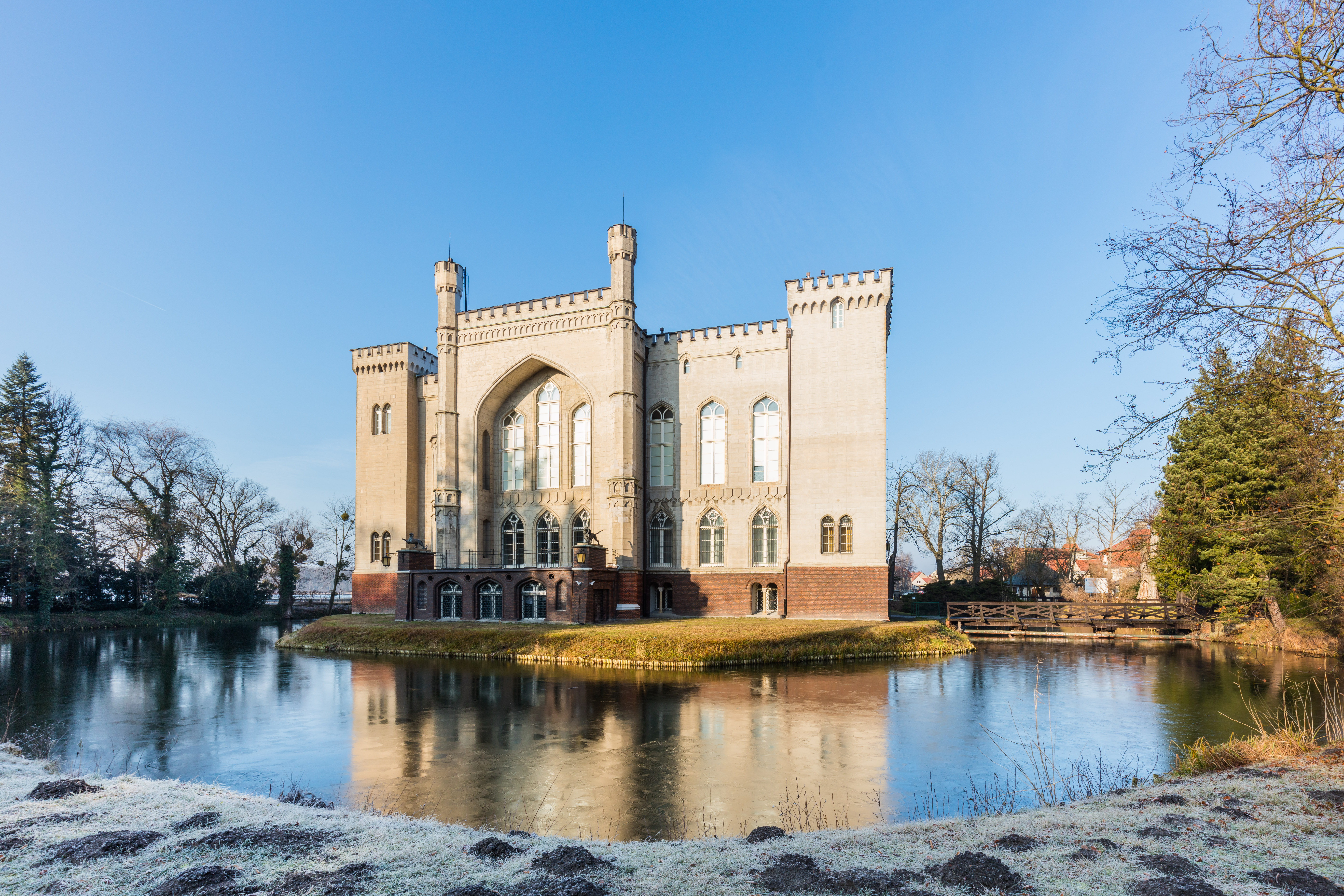
Zamek w Kórniku

Trasa Kórnicka – trasa turystyczna dla zmotoryzowanych, wyznaczona w 1998 na terenie województwa wielkopolskiego. Prowadzi z Poznania poprzez Kórnik, Rogalin, Puszczykowo, Wielkopolski Park Narodowy i Szreniawę, skąd wraca do Poznania. Liczy łącznie ok. 80 km.
Trasa oznakowana była według standardów Unii Europejskiej – przy drogach znajdowały się sześciokątne tablice z sylwetką zamku w Kórniku.

## Inne obiekty
Trasą Kórnicką nazywana jest także dwutorowa linia tramwajowa w Poznaniu, biegnąca od skrzyżowania ulic Jana Pawła II z Kórnicką do ulicy Chartowo (okolice Osiedla Lecha; połączenie z tzw. trasą przez Górny Taras Rataj oraz trasą na Franowo).